# غراند بيل (كيبك)
غراند بيل (بالإنجليزية: Grandes-Piles, Quebec)‏ هي بلدية محلية في كيبيك تقع في كندا في Mékinac Regional County Municipality. يقدر عدد سكانها بـ 361 نسمة ومساحتها 124.80 كم2 .

## معرض صور

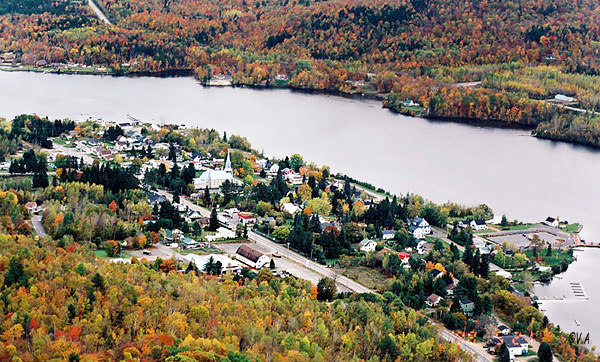
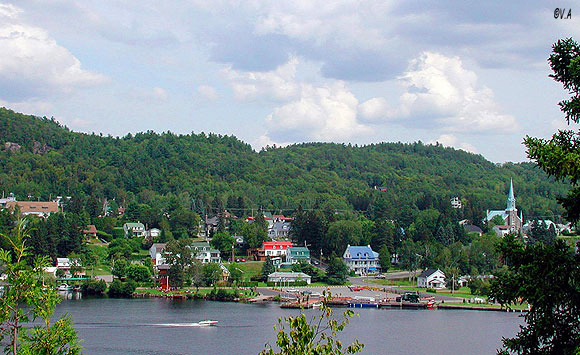
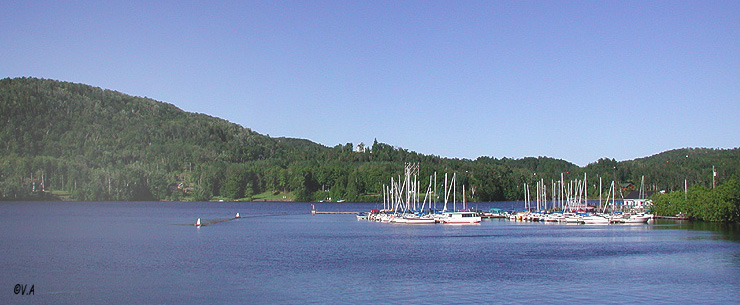
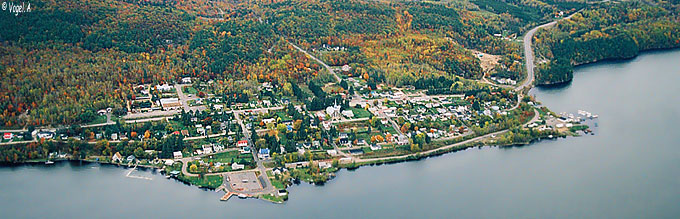